# Верхнешибряйский сельсовет
Верхнешибряйский сельсовет — муниципальное образование со статусом сельского поселения в составе Уваровского района Тамбовской области России.
Административный центр — село Верхний Шибряй.

## История
В соответствии с Законом Тамбовской области от 17 сентября 2004 года № 232-З установлены границы муниципального образования и статус сельсовета как сельского поселения.

## Население
| 2010  | 2012  | 2013  | 2014  | 2015  | 2016  | 2017  |
| ----- | ----- | ----- | ----- | ----- | ----- | ----- |
| 1367  | ↘1353 | ↘1312 | ↘1277 | ↘1246 | ↘1222 | ↘1196 |
| 2018  | 2019  | 2020  | 2021  |       |       |       |
| ↘1182 | ↘1156 | ↘1146 | ↘1129 |       |       |       |

## Состав сельского поселения
| № | Населённый пункт   | Тип населённого пункта       | Население |
| - | ------------------ | ---------------------------- | --------- |
| 1 | Александровка      | село                         | ↘220      |
| 2 | Бокино             | деревня                      | 64        |
| 3 | Васильевка         | посёлок                      | 53        |
| 4 | Верхний Шибряй     | село, административный центр | ↘339      |
| 5 | Вишняковка         | деревня                      | ↗184      |
| 6 | Новая              | деревня                      | ↘48       |
| 7 | Ольшанка           | село                         | ↗362      |
| 8 | Ольшанские Выселки | посёлок                      | 26        |
| 9 | Софьевка           | посёлок                      | 71        |

Упразднённый населённый пункт
- Новосёлок[14]